# Agnete Friis (idrætsudøver)
 For alternative betydninger, se Agnete Friis. (Se også artikler, som begynder med Agnete Friis)
Agnete Friis, gift Varn (født 1920, død 4. februar 2013) var en af de mest alsidige sportsudøvere i Danmark. Hun vandt 22 danske mesterskaber i badminton og tennis og blev langt senere dansk veteranmester i golf. I badminton nåede Friis internationalt niveau og var bl.a. i 6 finaler ved All England turneringen, som dengang blev anset som uofficielt VM. Hun formåede i én sæson at blive danmarksmester i både badminton og tennis.
Friis flyttede fra Odense til København, for at kunne gøre sig gældende i toppen af dansk idræt. Hun fik arbejde i en sportsforretning på Amager, spillede tennis i KB og badminton i Amager BC. Senere blev det tennis i HIK og badminton i Gentofte BK.
Hun flyttede tilbage til Fyn og drev flere forskellige forretninger i Odense og senere i Nyborg. I 1960 vandt hun sit sidste danmarksmesterskab i tennis, da spillede hun for OB i Odense.

## Badminton
Agnete Friis kom tidligt til at spille badminton i Odense Badminton Klub, og selv om hun kun havde spillet i tre år vandt hun i 1941 danmarksmesterskabet både i damedouble og damesingle og blev dermed den første fynbo som vandt et danmarksmesterskab. Da hun slog favoritten Tonny Ahm, var det første gang singlemesterskabet gik til en spiller fra provinsen.
Seks gange var Agnete Varn i All England-finaler, og i 1953 var hun i finalen i damesingle, damedouble og mixeddouble. Det blev dog aldrig til et All England-mesterskab. Ved DM høstede hun 11 titler, to gange i damesingle og ni gange i damedouble.
Hun vandt også blandt andet Danish Open, Dutch Open, fem gange German Open og Norwegian Open.

## Tennis
Hun vandt 11 danmarksmesterskaber i perioden 1947-1960, syv i damedouble og fire i mixeddouble.

## Golf
Efter badminton- og tenniskarrieren begyndte det store boldtalent at spille golf og vandt i 1988 det danske golfmesterskab for seniorer (veteraner). I en årrække var hun bestyrelsesmedlem i Sct. Knuds Golfklub i Nyborg.